# راي فيليكس
راي فيليكس (بالإنجليزية: Ray Felix)‏ مواليد 10 ديسمبر 1930 في نيويورك - الوفاة 28 يوليو 1991، كان لاعب كرة سلة أمريكي بدأ مسيرته الاحترافية في سنة 1953. تم اختياره من قبل فريق بالتيمور باليتس خلال الدرافت. بلغ طوله 6 قدم 11 بوصة (2.1 م). اعتزل اللعب في 1962.

## المسيرة الاحترافية
لعب مع بالتيمور باليتس في موسم 1953–1954، ثم لعب مع نيويورك نيكس من سنة 1954 إلى 1960، ثم لعب مع لوس أنجلوس ليكرز في سنة 1962.

## روابط خارجية
- راي فيليكس على موقع إن بي أي (الإنجليزية)
- راي فيليكس على موقع سبورتس رفرنس (الإنجليزية)
- راي فيليكس على موقع كلية كرة السلة في سبورتس رفرنس.كوم (الإنجليزية)
- راي فيليكس على موقع ريلجم (الإنجليزية)
- راي فيليكس على موقع بروبوليرز (الإنجليزية)